# Villach-St. Martin
Villach-St. Martin je naselje Statutarnega mesta Beljak na Koroškem v Avstriji.